# 미라클 작전
미라클 작전은 2021년 8월 24일부터 8월 27일까지 대한민국 정부가 대한민국에 협력한 아프가니스탄인들을 국내로 이송한 작전이다.

## 개요
2021년 8월 15일, 탈레반이 아프가니스탄 수도인 카불에 진입했다.
8월 23일, 새벽 다목적 공중급유 수송기(KC-330) 1대와 군 수송기(C-130J) 2대를 현지로 투입했다. 3대의 항공기를 아프가니스탄 카불공항과 인접한 파키스탄 이슬라마바드 국제공항으로 가져간 뒤 그중 C-130J 수송기를 아프가니스탄 카불 공항으로 진입시켜 조력자들을 데려왔다.
8월 26일, 아프간 현지인 조력자와 가족들이 탄 공군 다목적 공중급유수송기 KC-330 '시그너스' 1대가 오전 4시 53분 파키스탄 이슬라마바드 국제공항을 떠나 오후 3시53분 인천국제공항에 도착했다.
카불 공항에서 출발한 아프간인은 당초 발표대로 391명이었지만 중간 기착지 파키스탄 이슬라마바드 국제공항에서 한국으로 출발하기 전 이송 대상자 신원을 정밀하게 재점검한 결과 명단에 없던 1명이 있었다. 이슬라마바드 국제공항에서 이 아프간인 1명을 환송하기로 결정하고 C-130J 수송기를 이용해 카불 공항으로 돌려보냈다. 신원 확인을 담당하는 현지 미군에 신병을 인계했다.
8월 26일, 국내 이송이 결정됐지만 아직 한국에 입국하지 않은 아프간인 13명은 오후 공군 전술수송기 C-130J '슈퍼 허큘리스'를 타고 이슬라마바드를 출발했으며 27일 오후 인천공항에 도착했다.
대피 초기 협력자 대부분은 도보 진입을 시도했다. 하지만 공항 주변으로 피란민 수천 명이 몰리면서 주변 도로가 아수라장이 된 탓에 23일 하루에 고작 26명이 들어오는데 그쳤다. 시간을 지체했다간 대피 자체가 어려울 수 있다고 판단한 선발대는 서둘러 미국이 제안한 '버스 모델'로 작전을 바꿨다. 미국 측은 벨기에와 독일 등이 협력자들의 공항 도착 실패로 잇달아 수송 작전이 공전을 거듭하자, 미국 측과 연결된 아프간 버스회사를 활용할 수 있도록 돕겠다는 제안을 한 상태였다.
김일응 주아프간대사관 공사참사관은 27일 외교부 출입기자단과의 화상인터뷰에서 "(아프간인) 조력자들을 태운 버스가 지난 24일 카불 국제공항으로 들어가려고 했을 때 탈레반이 공항 정문 앞에서 통과를 안 시켜줘 14~15시간 버스 안에 갇혀 있었다고 한다"고 밝혔다. 조력자들이 소유한 여행증명서가 사본이라며 시비를 걸었다는 것이다. 김일응 주아프간대사관 공사참사관이 이번 소개작전을 현장에서 지휘했다.
현재 아프간인들이 카불 공항에 진입하려면 여권이나 여행증명서가 있어야 하지만, 현지인 조력자와 그 가족들 중엔 여권이 없는 사람이 많아 여행증명서가 필요 했다. 그러나 여행증명서를 발급해야 할 아프간 정부가 유명무실한 상태라, 한국 정부가 예외적으로 이를 발급해 제공했다. 그런데 탈레반 측에서 아프간인들이 소지한 여행증명서가 '사본'이라며 문제를 삼았다.
탈레반 측은 아프간 협력자들의 여행증명서를 걸고 넘어졌다. 한국 측이 휴대전화로 여행증명서 사진을 제시했는데 탈레반 측은 원본이 아니라며 문제 삼은 것이다. 그래서 에어컨이 없는 버스에서 15시간 갇혀 있었다. 탈레반은 밖을 볼 수 없게 버스 창문에 색을 칠했다. 50인승 버스 4대에 나눠탔던 아프간인들은 탈레반의 감시 속에 14시간 이상 버스에 갇혀 있어야 했다. 에어컨도 없는 버스 안에서 갓난아이를 포함한 어린이만 절반을 차지했다.

## 여행증명서
한국 대사관이 아프간 정부에 한국 이송 대상자들의 여행증명서를 요구하자 ‘만들어줄 사람이 없다’는 답변이 돌아왔고, 이런 상황이 서울에 있는 외교부로 보고됐다. 외교부 직원들은 즉각 주말에 출근해서 여행증명서를 만들었고, 22일 외교행랑에 실려 카불 현지로 전달됐다.

## 에비게이트
카불 공항은 4개의 입구가 있으며, 남동쪽 에비게이트, 이스트게이트, 노스게이트 등이 있는데, 도보로 출입이 가능한 곳은 에비게이트와 이스트게이트이다. 보통은 에비게이트에 사람들이 몰려 있다. 한국도 에비게이트를 통해 도보로 소수가 입장했고, 전세버스 6대로 대부분이 공항에 입장했다. 검문소에서 탈레반이 여권이나 여행증명서 확인을 해야지만 입장을 허가해준다.

## 같이 보기
- 2021년 카불 함락
- 특별이민비자